# Патрик Андраде
Ериксон Патрик Кореиа Андраде (порт. Erickson Patrick Correia Andrade; Праја, 9. фебруар 1993) је зеленортски фудбалер.

## Клупска каријера
Дана 14. јануара 2015, Андраде је дебитовао за Мореиренсе у мечу поругалског купа против Насионала.
Од 26. јуна 2018. потписао је уговор са бугарским клубом Черно Море. Званично је дебитовао 30. јула у ремију 2:2 на гостујућем терену против Левског из Софије.
Андраде је 28. августа 2020. потписао трогодишњи уговор са азербејџанским Карабагом. У јуну 2022, потписао је трогодишњи уговор са београдским Партизаном.

## Репрезентативна каријера
Први пут је позван 1. октобра 2020. године у репрезентацију Зеленортских острва. Дебитовао је за репрезентацију 10. октобра 2020. године у пријатељској утакмици против Гвинеје (пораз 2:1). Био је на списку репрезентације за Афрички куп нација 2021. године када је тим стигао до осмине финала.